# Jūrmala
Jūrmala (/juːrmala/ , aussi écrit Jurmala en français, historiquement en allemand : Rigastrand) est une ville de Lettonie située au fond du golfe de Riga, à 25 km de Riga. Sa population s'élève à 57 371 habitants au 1er janvier 2016.

## Situation
La ville est connue pour sa station balnéaire et son haut niveau de vie, elle est surnommée par certains le « Saint-Tropez de Lettonie ». Sa situation privilégiée en fait la première destination de week-end des habitants de Riga. On peut s'y baigner en été, et une rue centrale la traverse (Jomas iela), bordée de cafés et de restaurants.

## Histoire
Jūrmala est d'abord la juxtaposition d'une série de petites stations balnéaires, d'ouest en est : Ķemeri, Jaunķemeri, Kauguri, Vaivari, Asari, Melluzi, Pumpuri, Jaundubulti, Double, Majori, Dzintari, Bulduri et Lielupe, autant de plages de Riga.
La réputation de la station date des années 1790-1810, comme destination de repos pour les officiers de l'armée russe, après les guerres napoléoniennes. En 1877, l'ouverture de la ligne de chemin de fer Riga-Tukums accélère le développement : air marin, plages de sable, sources minérales, randonnée, bains de boue, équitation, spa de santé, sanatoriums. Pendant la période soviétique, la destination est très appréciée de toute la Russie.
La présence russe a fortement diminué depuis l'indépendance, mais Jūrmala dispose de suffisamment d'atouts pour se relever, dont le festival d'été, le festival de musique, le New Wave (competition) (en).

## Architecture
Jūrmala est réputée pour la quantité et la qualité des maisons en bois datant du XIXe siècle et de la première moitié du XXe siècle, dues à des architectes allemands, lettons, baltes, mais aussi russes, finlandais et autres, de différents styles. La ville dispose d'une liste officielle de 414 bâtiments historiques sous protection, ainsi que de plus de 4 000 structures en bois.
La station de Dubulti (Dubulti (Jūrmala) (lv)) est un exemple d'architecture moderniste en béton sculptural. La gare de Dubulti est aussi le siège d'un intéressant musée d'art contemporain, gratuit.

## Accès
On peut facilement y accéder depuis Riga :
- En train (30 minutes de trajet) ;
- En voiture, mais on doit alors passer par un péage et s'acquitter d'une taxe de 2€ (cette dernière fait débat) ;
- En bateau (2h30), en descendant la Daugava puis en remontant un bras de la Lielupe.

On peut et on doit marcher en bord de mer, sur sable ou sur caillebotis. La ville dispose de son propre service public de transport en commun.

## Maires
- Rihards Pētersons (1991)
- Ligita Začesta (1991-1994)
- Andrejs Inkulis (1994-1997)
- Leonīds Alksnis (1997-2001)
- Dainis Urbanovičs (2001-2003)
- Juris Hlevickis (2003-2005)
- Inese Aizstrauta (2005-2006)
- Raimonds Munkevics (2006-2008)
- Ģirts Trencis (2008-2009)
- Raimonds Munkevics (2009-2010)
- Romualds Ražuks (2010)
- Gatis Truksnis (2010-2013)
- Juris Visockis (2013)
- Gatis Truksnis (2013-2016)
- Rita Sproģe (intérim)(2016)
- Gatis Truksnis (2016-Présent)

## Personnalités
- Bruno von Freytag-Löringhoff (de) (1912–1996), philosophe et mathématicien allemand
- Ernests Gulbis (1988-), joueur de tennis
- Alexandre Kaleri (1956-), cosmonaute russe
- Artis Pabriks (1966-), politologue et homme politique letton
- Paulis Postažs (1976-), peintre
- Arvīds Reķis (1979-), hockeyeur
- Edgars Rinkēvičs (1973-), homme politique
- Vestards Šimkus (1984-), pianiste
- Imants Ziedonis (1933-2015), poète
- Nikolaï Zadornov (1909-1992), écrivain, enterré au cimetière Jaundubulti de Jurmala
- Mikhaïl Zadornov (1948-2017), humoriste, enterré au cimetière Jaundubulti de Jurmala

## Espaces culturels
- Musées : City Museum, Open Air Museum, Maison d'Aspazija (Dubulti-est), Maison d'été de Rainis et Aspazija
- Galeries d'art : Gare de Dubulti - Espace exposition, Jurmala Arts School, Inner Gallery, Centre Culturel, House of Artists (Lielupe)…
- Salle de spectacle : Dzintari Concert Hall
- Églises :
  - Dubulti : luthérienne (1907-1909), orthodoxe St Vladimir (1896),
  - Majori : catholique, St Cœur de Marie (1905),
  - Kemeni : luthérienne (1897), orthodoxe St Pierre St Paul (1893), catholique St Jana Kristitaja (1899),
  - Bulduri, luthérienne (1889),
  - Sloka, luthérienne (1869-1903),

## Sports
De 2011 à 2013, Jūrmala a accueilli une course cycliste de l'UCI Europe Tour, le Jurmala Grand Prix, et en juillet 2019 l'unique édition du Tournoi de tennis de Jurmala (féminin), au National Tennis Centre Lielupe.

## Jumelages
La ville de Jūrmala est jumelée avec :
- Anadia (Portugal)
- Eskilstuna (Suède)
- Jakobstad (Finlande)
- Gävle (Suède)
- Cabourg (France)
- Kazan (Russie)
- Palanga (Lituanie)
- Pärnu (Estonie)
- Saint-Pétersbourg (Russie)
- Terracina (Italie)

## Images

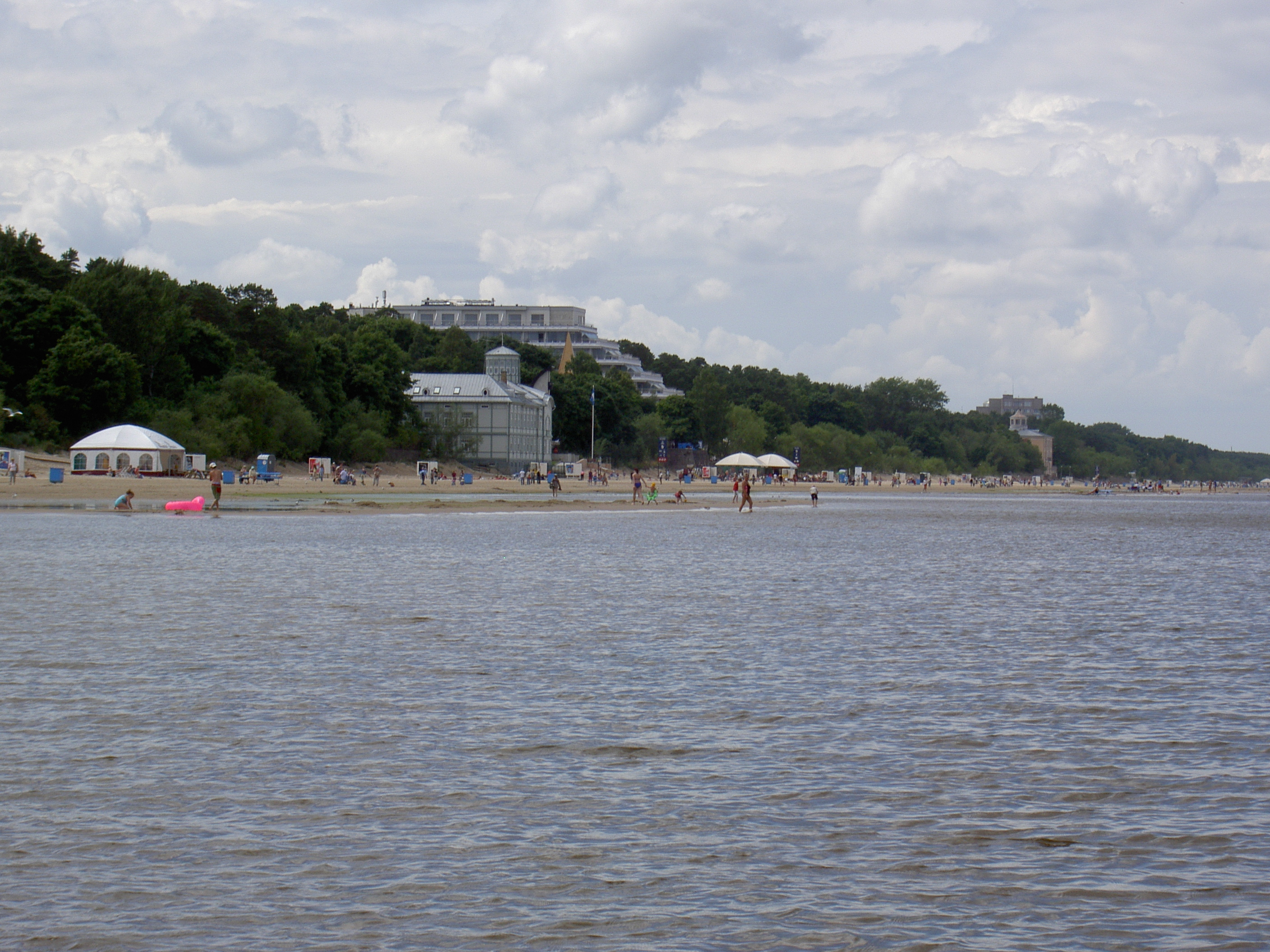
Plage de Jūrmala.
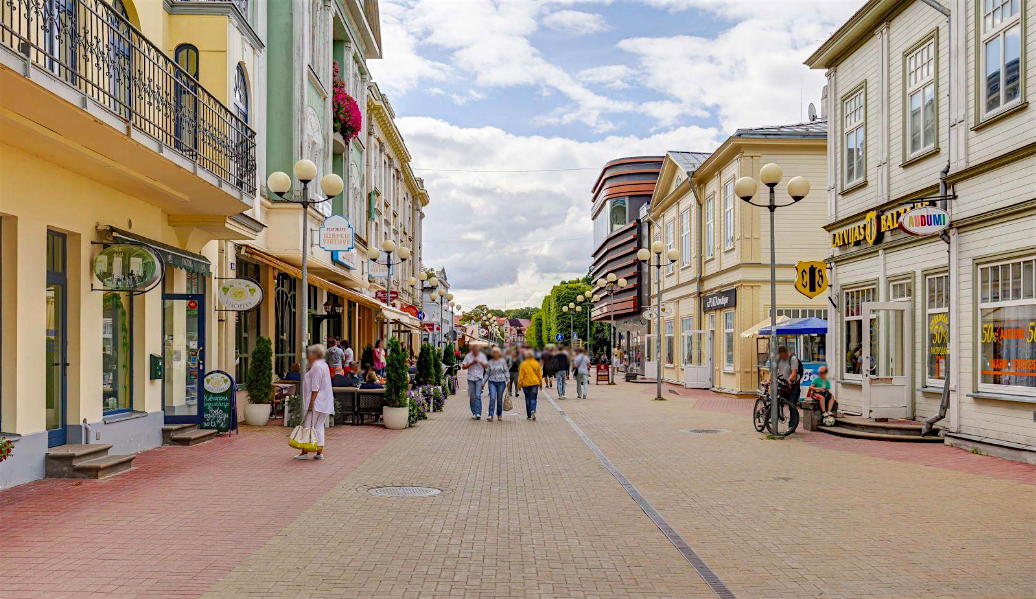
Rue Jomas à Jūrmala.
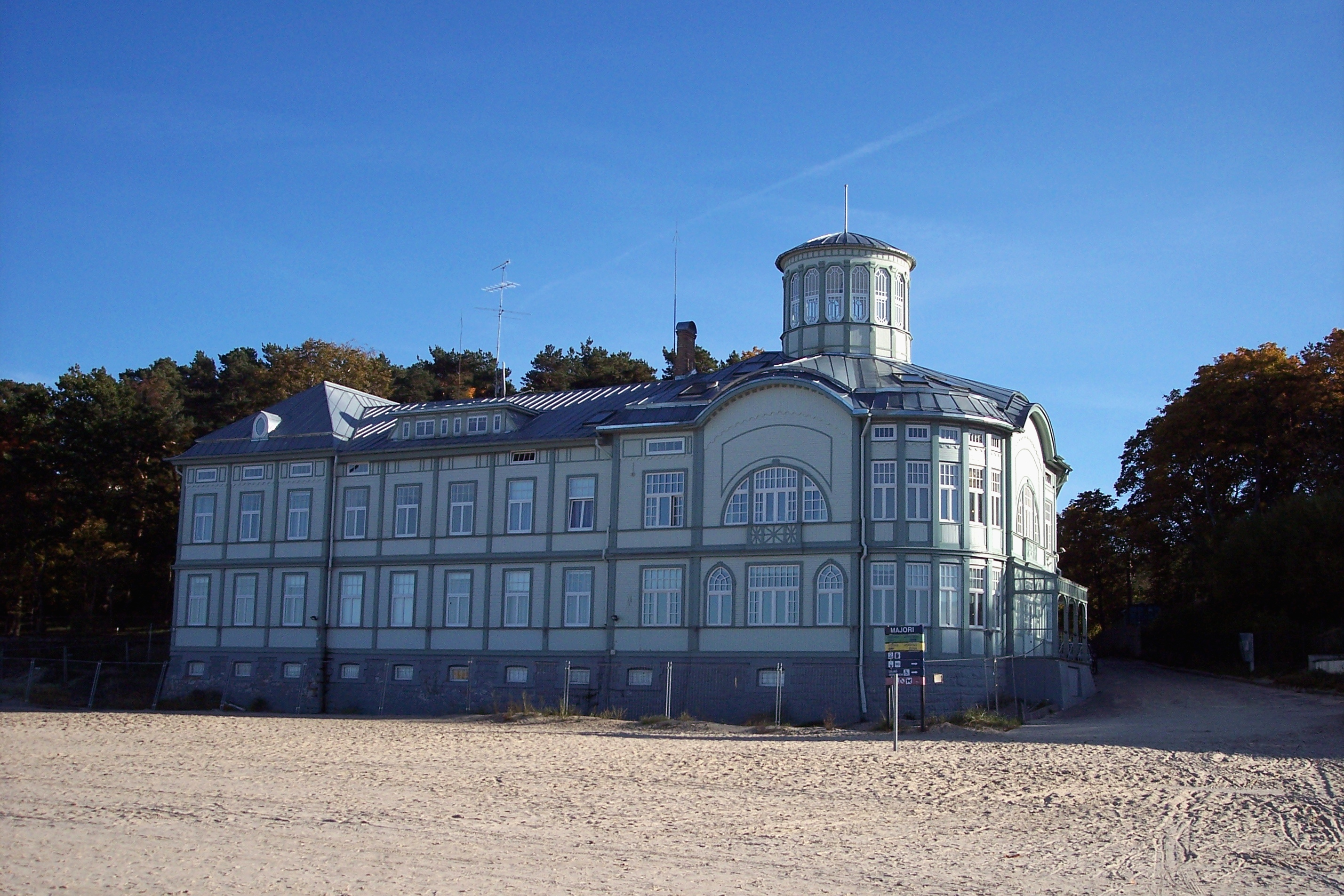
Ancien établissement de bains (plage de Majori).

Panoramique de la plage (33 km) de Jūrmala

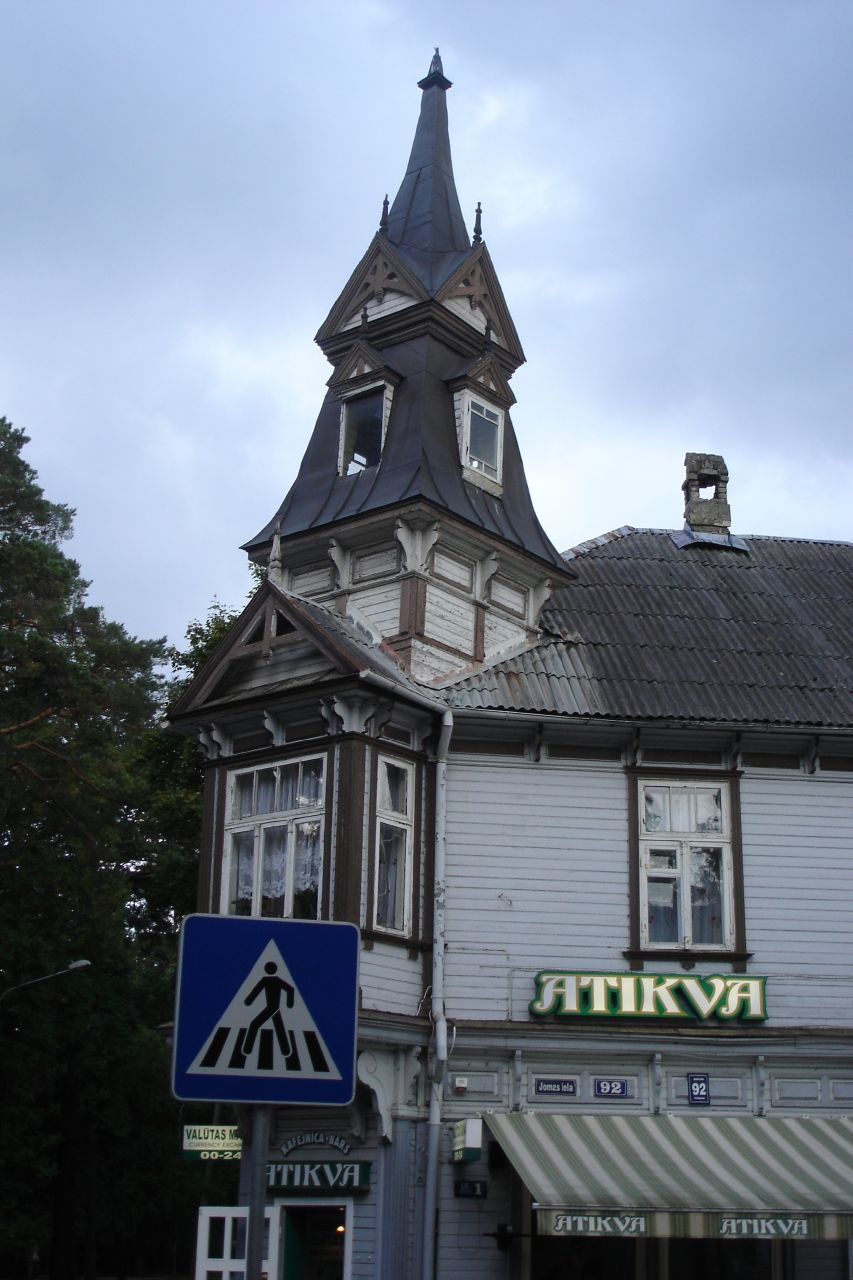
Architecture typique.